# Новооленівка (Краматорський район)
Новооле́нівка — село Іллінівської сільської громади Краматорського району Донецької області, Україна.

## Загальні відомості
Відстань до центру громади становить близько 20 км і проходить автошляхом Н32. Село розташоване на берегах річки Клебан-Бик.

## Історія
Вперше поселення на місці сучасної Новоленівки з'являється на мапі 1842 року під назвою Котлярівка.
У списку населених пунктів (за відомостями 1859 року) по ліву сторону поштової дороги Бахмут - Катеринослав значиться як Новоселівка (Котлярівка, Ново-Оленівка) власницьке село при річці Бичок, де у 22 дворах проживало 67 чоловіків та 59 жінок.
У справах за 1882-1884 роки Новооленівка значиться за дворянами Котляревськими. Бахмутські поміщики Котляревський Костянтин Лукич та Котляревська Варвара Луківна мали ще 1135 десятин землі довкола села, а самі, ймовірно, проживали в Бахмуті.
Костянтин та Варвара діти підпоручника Котляревського Луки Івановича (1803 р.н.). На службі з 1821 року у Симбірському піхотному полку. У відставці з 1828 року. Був одружений на доньці поміщика Бахмутського повіту колезького асесора Олексія Коптева – Німфодорі.
1874 року у поручника Котляревського Костянтина Лукича та його дружини Олександри Макаренко народився син Микола. 1912 року М.К. Котляревський побудував невеликий завод вогнетривких виробів у місті Часів-Яр, на якому працювало до 70 людей.
Серед інших відомих Котляревських Донеччини був генерал Петро Степанович Котляревський, власник маєтку в Олександро-Шультиному, син протоієрея Степана Котляревського.
Зазначається, що брат генерала також був власником маєтку в нинішньому селі Галицинівка. Ці землі князь Сергій Федорович Голіцин отримав 1778 року як рангову дачу. Заселити ці землі йому допоміг козак-запорожець Іван Коваленко.
Ці землі у Голіцинівській волості 1874 року згадуються, як маєток камергера М.М. Котляревського, а пізніше його нащадків, які 1884 року продають 9564 десятин землі німцям-колоністам.
До звання камергер представлялися лише дворяни, що перебували на державній службі і мали чин не нижчий від дійсного статського радника. В родоводі Котляревських з таким чином та ініціалами значиться лише Михайло Михайлович Котляревський, що помер 15 листопада 1895 року.
У збірнику статистичних відомостей Бахмутського повіту від 1886 року у Петровській №1 волості значаться власники земель:
- дворянка Котляревська, В. Л., якій належить 71,4 десятин землі, які у неї орендують селяни Ново-Оленівки;
- селянин Козлов І.М.;
- селянин Латугін М.Ф.;
- дворянин Коптев А.П.;
- купець Моісеєвич І.Г. - власник шинка;
- селянин Фесенко М.Є.;
- селяни Попасенко Р. та Попасенко А.А.;
- дворянка Попова А.А., яка також віддала свої землі в оренду селянам.

Всього 1886 року в Ново-Оленівці проживала 21 родина (73 чоловіка та 72 жінки). Грамотними вважалися 4 чоловіка. Було 42 вола та 11 коней.
На мапі 1888 року вже значиться під назвою Ново-Оленівка.
Згідно статистичних даних Котляревські не мали маєтку на території села, а всі землі знаходилися в оренді у селян, які тут мешкали. На мапі 1928 року з іншого боку поштової дороги Бахмут-Катеринослав на березі річки Полтавка зустрічається хутір Фесенко-Полтавка.
В плані Катеринославської губернії Бахмутського повіту від 1911 року згадується, що село Єлизаветівка вдови дійсного радника Є.Ф. Рафальскої, межує із землями хутора Заячий Осокина, села Оленівки Котляревського, села Петровенька селян власників, хутора Водяний Рафальської.
1911 року у селі Ново-Оленівка Гродівської волості налічувалося 26 дворів та 208 осіб. Мешканці значилися як колишні власницькі селяни.

### Радянський період
З початком радянської окупації була утворена Сталінська сільська рада, куди 1926 року увійшли: хутір Сталіно (нині частина Яблунівки), хутір Гродівка № 2 (нині частина Яблунівки), хутір Ново-Олексіївка (нині частина Яблунівки), село Ново-Оленівка, хутір Ново-Оленівка, село Піщенко (нині частина Яблунівки), хутір Піщанова (нині частина Яблунівки), хутір Суров-Яр (нині частина Яблунівки), хутір Шевченко (нині частина Новооленівки).
На мапі 1928 року на місці нинішнього села фіксуються хутір Шевченко, хутір Ново-Оленівка та село Ново-Оленівка.
На мапі 1938 року хутір Ново-Оленівка стає селом, а однойменне село змінює назву на Українка. Ново-Оленівка, Українка та Шевченко фігурують на мапах до 1954 року, коли вони значаться під єдиною назвою Українка.
На мапі 1981 єдиною назвою села стає Новооленівка.
22 жовтня 1980 року була створена Тарасівська сільська рада, куди також увійшли: Новооленівка, Водяне Друге, Березівка, Олександропіль та Зелене Поле.

## Населення
Станом на:
- 1859 рік - 126 осіб;
- 1886 рік - 145 осіб;
- 1911 рік - 208 осіб.

За даними перепису 2001 року населення села становило 245 осіб, із них 59,59 % зазначили рідною мову українську та 40,41 % — російську.

## Вулиці
- вулиця Азовська;
- вулиця Братська;
- вулиця Квіткова;
- вулиця Декоративна;
- вулиця Новоолексіївська;
- вулиця Спеціалістів;
- вулиця Праці (колишня Трудова).[15]